# Imatge congelada
Imatge congelada (títol original: Freeze Frame) és una pel·lícula del Regne Unit i Irlanda dirigida per John Simpson el 2005. Ha estat doblada al català.
Un dels còmics més reconeguts de la Gran Bretanya, Lee Evans (El Cinquè Element), canvia de registre per encarnar un paranoic sospitós d'assassinat. El seu compromís amb la pel·lícula va ser tan fort que Evans es va haver d'afaitar tot el cos, celles incloses, per interpretar al personatge que frega la bogeria, creant així una atmosfera malaltissa. Acompanyen a Evans, Sean McGinley (Gangs of New York), Ian McNeice (Ace Ventura, Bridget Jones: The Edge of Reason, Colin Salmon (Mor un altre dia) i Rachael Stirling (El triomf de l'amor). La pel·lícula de John Simpson va competir en el Festival Internacional de Cinema de Sitges.

## Argument
Un sospitós d'assassinat d'una dona i de les seves dues filles es reclou en un soterrani industrial i es grava les 24 hores del dia per obtenir una sòlida coartada i, per tant, que no el puguin acusar de cap altre crim. Però té lloc un nou assassinat, i la cinta que podria demostrar la seva innocència desapareix misteriosament. A partir d'aquest moment, el protagonista començarà una carrera personal contrarellotge per crear la seva coartada i allunyar-se de la mirada de periodistes i investigadors. Haurà de fabricar les proves que l'excusin d'aquest assassinat en poques hores. El compte enrere ha començat.

## Repartiment
- Lee Evans : Sean Veil
- Ian McNeice: Saul Serger
- Colin Salmon: Detectiu Mountjoy
- Seán McGinley: Detectiu Louis Emeric
- Rachael Stirling: Katie Carter
- Rachel O'Riordan: Mary Shaw
- Andrew Wilson: Camera
- Andrea Grimason: Susan Jasper
- Martin McShary: Sam Jasper
- Gabriella Henriette: Moira Jasper
- Emily Anthony: Maggie Jasper
- Ryan McKenna: Periodista
- Hawk Younkins: Carter (no surt als crèdits)